# 선형밀도
선형밀도(線形密度, linear density)는 끈이나 1차원 물체의 하나의 특성이다. 선형질량밀도, 또는 선형질량이라고도 불리며 길이단위 당 질량을 나타낸다. SI단위로서는 단위 미터당 킬로그램(kg/m)으로 표현한다. 선형밀도는 일반적으로 {\displaystyle \mu }로 표현하며 때로는 λ으로 나타내기도 하며 수학적으로는 다음과 같이 정의 한다.:
{\displaystyle \mu ={\frac {\partial m}{\partial x}}}
여기서 m은 질량, x는 선형물체(끈)를 따르는 변위이다.
선형물체가 일정한 밀도를 가진다고 가정하면 보다 쉽게 정의 할 수 있다. L이 선형물체의 길이라고 하고, m이 그 물체의 총 질량이라면 다음과 같이 간단히 표현할 수 있다.:
{\displaystyle \mu ={\frac {m}{L}}}

## 같이 보기
- 밀도